# パース作戦
パース作戦（パースさくせん 英語: Operation Perth）とは、アフガニスタン紛争中の2006年7月にアフガニスタンのウルーズガーン州で実施されたオーストラリア国防軍の軍事作戦である。

## 作戦
9日間の索敵殺害作戦は州都ターリンコートの北東40キロメートル（25マイル）にあるチョーラ谷を掃討するという多国籍軍の作戦の一部として実施され、オランダ軍の陸軍特殊作戦部隊（KCT）など6カ国から500人以上が参加し、オーストラリアからは特殊作戦任務群（SOTG）が参加した。この部隊は王立オーストラリア歩兵連隊第4大隊と特殊空挺部隊連隊（SAS）で構成され、マーク・スメサースト中佐が指揮した。飛行機とヘリコプターによる航空支援は連合空軍が行い、オーストラリアの第五航空連隊からCH-47などが参加した。
ターリバーンの反乱兵と激しい戦闘が行われ、激戦の間にオーストラリア兵は戦いながら谷を前進し、同期・密接協力作戦の連続によって谷を一掃した。数百人の反乱兵から強固な抵抗を受けたものの、最終的に作戦は成功し、多数のターリバーンが死傷し、谷から逃走した。作戦の後半で、連合軍は激しいRPG・迫撃砲・機関銃による銃撃を受け、押さえ込まれた。それらを排除するためにオーストラリアのコマンド小隊が戦いながら谷を前進した。ターリバーン兵は激しく抵抗し、繰り返しRPGを斉射したので、1人が死亡し13人が負傷した（内オーストラリア兵6人）。コマンド小隊は3分の1の兵力を失ったが、オーストラリア兵は負傷兵を後送せずに襲撃を続け、激闘の真っ只中でコマンド部隊が反乱兵を無力化することに成功した。激しい戦いが続き、あごを吹き飛ばされた兵士や足に広範囲の傷を負った中隊先任軍曹など、何人ものオーストラリア兵が重傷を負った。そうしている間にオーストラリア兵を支援していたアメリカ軍の3機のAC-130ガンシップの大砲や機関銃の弾が切れ、同様にオーストラリア軍の長距離偵察車のジャベリン対戦車ミサイルや機関銃の弾も切れた。

## 結果
パース作戦ではベトナム戦争以来の最も血なまぐさい戦闘が行われ、合計6人のオーストラリア兵が負傷した。最終的に武器の優越性と圧倒的な空軍の火力支援によってオーストラリア兵は大規模で良く武装されたターリバーン軍を撃滅することが出来、オーストラリア兵の何人かは武勲章を受けた。ターリバーンは推定150人が戦死した。

## 関連書籍
- Coulthard-Clark, Chris (2010). The Encyclopaedia of Australia's Battles (Third ed.). Sydney: Allen & Unwin. ISBN 978-1-74237-335-5